# 102-я стрелковая дивизия (3-го формирования)
102-я стрелковая дивизия — воинское соединение Вооружённых Сил СССР в Великой Отечественной войне. Период боевых действий: с 15 февраля 1943 года по 9 мая 1945 года.

## История
Сформирована в октябре 1942 года в Хабаровске (кроме 356-го артиллерийского полка, формировавшегося в Кунгуре) из пограничников приамурских и приуссурийских застав на основании постановления Государственного Комитета Обороны от 14.10.1942 года о формировании Наркоматом внутренних дел СССР для РККА Отдельной армии войск НКВД СССР шестидивизионного состава и приказа НКВД СССР о начале формирования от 26.10.1942 года, как Дальневосточная стрелковая дивизия войск НКВД. Директивой Ставки Верховного Главнокомандующего № 46052 от 05.02.1943 «О включении в состав войск Красной Армии 70 армии» дивизия с 01 февраля 1943 года передана в состав Красной Армии, переименована в 102-ю Дальневосточную стрелковую дивизию. Кадровый состав дивизии — 63,8 %. В конце первой декады декабря 1942 года поэшелонно переправлена в Верещагино Молотовской области, где занималась боевой подготовкой и 09.02.1943 года переправлена на Центральный фронт, прибыла в Елец 15.02.1943, пешим маршем по маршруту Ливны — Фатеж, длиной в 200 километров в течение 17 дней без продовольственного снабжения, вышла на передовую.
Отрывок из дневника помощника начальника политотдела 140-й дивизии по комсомолу лейтенанта Р. П. Кудряшова.

«27 февраля. Прошли уже много (от Ельца до Золотухино). Миновали Долгое. Все сводится к питанию и обеспечению отдыха. Артиллерия села, продуктов нет. Стремительно (по 2 км в час) шагаем к Фатежу. С голоду от истощения умер боец. Ещё один умер в Захаровке. Красноармейцы идут до последнего — до смерти, но идут…»
Продовольственное снабжение дивизии улучшилось только к апрелю, а до этого на передовой было зафиксировано 17 случаев голодной смерти бойцов.
В первой декаде марта 1943, сменив части 69-й стрелковой дивизии, заняла позиции на западной части северного фаса Курской дуги, в районе города Дмитровск-Орловский, находясь на левом фланге 70-й армии. С этого дня дивизия участвовала в Севской наступательной операции. В ночь с 07 на 08.03.1943 года двумя полками с ходу атаковала укрепившегося противника, понесла большие потери, отброшена назад, затем несколько дней отражала контратаки и перешла к обороне на прежних позициях на подступах к городу Дмитровск-Орловский по рубежу Брянцево, Ферезево, Хальзеево, Муравчик. 18.03.1943 вновь предприняла безрезультатное наступление, в результате чего из полнокровной дивизии (10539 человек на момент формирования), осталось 6500 человек.
С начала Курской битвы дивизия не находилась на направлении главного удара, и более того, 08.07.1943 перешла в контрнаступление, вклинилась в боевые порядки врага и создала угрозу выхода в тыл наступающей вражеской группировке. Наступление развить не удалось.
27.07.1943 дивизия, находясь на левом фланге армии, перешла в наступление. Обороняя одним полком участок Брянцево — Хальзево, дивизия 16-м Уссурийским и 40-м Амурским стрелковыми полками, наступая почти строго на север, овладела населёнными пунктами Муравчик, Красная Стрелица, Средний Лог, Мартыновский лес. В трёхдневных боях частям дивизии удалось овладеть крупным опорным пунктом противника и выйти к деревне Игнатеево. 29.07.1943 начал наступать и 30-й Хасанский полк и вместе с частями дивизии вышел на подступы к городу Дмитровск-Орловский. 12.08.1943 дивизия в ночном бою овладела этим городом. 22.08.1943 года дивизия перебрасывается в район Починок-Алешок Орловской области и с 26 по 31.08.1943 года ведёт бои на подступах к Десне. В первых числах сентября 1943 года передовыми отрядами дивизия подошла к правому берегу реки Десна, на левом фланге оперативного построения войск 48-й армии, имея боевую задачу во взаимодействии с правофланговыми соединениями 65-й армии форсировать Десну северо-западнее населённых пунктов Островушка и Погребки и овладеть городом Новгород-Северским.
08.09.1943 года передовые отряды 40-го и 30-го стрелковых полков вышли к реке северо-восточнее города. Головная рота 40-го стрелкового полка, использовав подручные средства, форсировала Десну и закрепилась на противоположном берегу. В ночь с 11 на 12.09.1943 года одновременно все три полка дивизии на широком фронте форсировали реку, в течение более чем трёх суток вели бой на правом берегу Десны и на окраинах Новгород-Северского, 16.09.1943 освобождают город. Затем дивизия продолжила наступление на гомельском направлении и вскоре подошла к реке Сож. В ночь с 07 на 08.10.1943 форсировала реку, захватив плацдарм на подступах к Гомелю, немного южнее его. До 24.11.1943 ноября дивизия держала активную оборону на широком фронте, закрепляясь на плацдарме, всё время продолжала бои за его расширение.
С 10 по 30.11.1943 года дивизия участвовала в Гомельско-Речицкой операции. К 20.11.1943 дивизия с тяжёлыми боями продвинулась на глубину до 70 километров, а в ночь с 24 на 25.11.1943 года двумя полками завязала бои на ближних подступах к Гомелю. Днём 25.11.1943 30-й стрелковый полк ворвался на западную окраину Гомеля, занял железнодорожную станцию. 26.11.1943 года части дивизии во взаимодействии с другими соединениями освободили город. Затем дивизия маршем вышла в междуречье Днепра и Березины в район населённого пункта Мормаль, где ведёт наступательные бои до 09.03.1944 года, затем до середины июня 1944 держит оборону в названном районе. Зимой 1943—1944 года получила пополнение из 146-го резервного стрелкового полка.
Так, 16.01.1944 перед дивизией стояла задача наступать в направлении Мольча с задачей к исходу первого дня овладеть рощей 500 метров южнее Заклетное. К исходу второго дня наступления дивизии надлежало выйти на рубеж Заружье 2-е, Мольча, 4-5 километров западнее Чирковичи. 16.01.1944 дивизия перешла в наступление и к вечеру продвинулась вперёд, оседлав дорогу Расова, Печищи. 19.02.1944 ведёт бой у села Старина (ныне Жлобинский район Гомельской области).
В середине июня 1944 из района Мормаль совершила скрытный марш на север в район юго-восточнее Рогачёва. С 24 по 29.06.1944 дивизия участвовала в Бобруйской наступательной операции, в ходе которой вместе с другими соединениями форсировала реку Друть, западнее города Рогачёв. 28.06.1944 года дивизия переправлялась на правый берег Березины и, не останавливаясь, с боями прошла через западную окраину Бобруйска в направлении городов Пуховичи, Барановичи. В период с 24 по 29.06.1944 дивизией освобождено 97 населённых пунктов, при этом в качестве трофеев было захвачено 116 орудий и 184 пулемёта. В июле 1944 получила пополнение из 192-го резервного стрелкового полка (Уфа).
К 03.09.1944 дивизия, пройдя через Белоруссию вышла к Нареву. Ведёт тяжёлые бои на подступах к реке, в 10-12 километрах от неё. Местами дивизия была вынуждена оставить позиции, местами оборона дивизии была прорвана, однако тем самым дивизия отвлекла на себя силы противника и позволила другим соединениям корпуса форсировать Нарев.
В сентябре 1944 года переправлена на Наревский плацдарм, 10-16.10.1944 года прорывает оборону противника в районе села Свента-Розалия (Польша) в боях за расширение Ружанского плацдарма на реке Нарев, затем держит оборону на плацдарме до января 1945 года.
В ходе Восточно-Прусской операции с 20.01.1945 наступает в направлении на Вормдитт, куда вышла в первых числах февраля 1945 года, и затем ведёт бои против хейльсбергской группировки противника, наступая на Браунсберг. Так, 21.02.1945 ведёт бой близ населённого пункта Шендаммерау (Восточная Пруссия, ныне Dąbrowa, гмина Плоскиня, Браневский повят, Варминьско-Мазурское воеводство, Польша). В конце апреля-начале мая 1945 года частью сил вела боевые действия на косе Фрише-Нерунг, а другой частью выполняла задачи комендантской службы в городе Эльбинге. Закончила войну большей частью в городе Браунсберг. 09.05.1945 дивизия вышла в село Толькемит на побережье залива Фришесс-Гафф, напротив косы Фрише-Нерунг.
За время войны дивизия наряду с наградами и почётными наименованиями получила 6 благодарностей Верховного Главнокомандующего.
1. Приказ № 14 от 16 сентября 1943 года (за освобождение г. Новгород-Северский).
2. Приказ № 46 от 26 ноября 1943 года (за освобождение г. Гомель).
3. Приказ № 118 от 25 июня 1944 года (за прорыв обороны на бобруйском направлении).
4. Приказ № 125 от 29 июня 1944 года (за освобождение г. Бобруйск).
5. Приказ № 303 от 20 марта 1945 года (за взятие г. Браунсберг).
6. Приказ № 317 от 29 марта 1945 года (за ликвидацию группы немецких войск юго-западнее г. Кёнигсберг).
14 солдатам и офицерам дивизии присвоено звание Героя Советского Союза, 2 являются полными кавалерами Ордена Славы.

## Полное название
- 102-я стрелковая Дальневосточная Новгород-Северская ордена Ленина Краснознамённая ордена Суворова дивизия

## Подчинение
| Дата            | Фронт (округ)         | Армия      | Корпус                 | Примечания |
| --------------- | --------------------- | ---------- | ---------------------- | ---------- |
| 01.03.1943 года | Центральный фронт     | 70-я армия | -                      | -          |
| 01.04.1943 года | Центральный фронт     | 70-я армия | -                      | -          |
| 01.05.1943 года | Центральный фронт     | 70-я армия | -                      | -          |
| 01.06.1943 года | Центральный фронт     | 70-я армия | -                      | -          |
| 01.07.1943 года | Центральный фронт     | 70-я армия | -                      | -          |
| 01.08.1943 года | Центральный фронт     | 70-я армия | 19-й стрелковый корпус | -          |
| 01.09.1943 года | Центральный фронт     | 48-я армия | -                      | -          |
| 01.10.1943 года | Центральный фронт     | 48-я армия | -                      | -          |
| 01.11.1943 года | Белорусский фронт     | 48-я армия | -                      | -          |
| 01.12.1943 года | Белорусский фронт     | 48-я армия | 29-й стрелковый корпус | -          |
| 01.01.1944 года | Белорусский фронт     | 48-я армия | 29-й стрелковый корпус | -          |
| 01.02.1944 года | Белорусский фронт     | 48-я армия | 25-й стрелковый корпус | -          |
| 01.03.1944 года | 1-й Белорусский фронт | 48-я армия | -                      | -          |
| 01.04.1944 года | 1-й Белорусский фронт | 48-я армия | 29-й стрелковый корпус | -          |
| 01.05.1944 года | 1-й Белорусский фронт | 48-я армия | 29-й стрелковый корпус | -          |
| 01.06.1944 года | 1-й Белорусский фронт | 48-я армия | 29-й стрелковый корпус | -          |
| 01.07.1944 года | 1-й Белорусский фронт | 48-я армия | 29-й стрелковый корпус | -          |
| 01.08.1944 года | 1-й Белорусский фронт | 48-я армия | 29-й стрелковый корпус | -          |
| 01.09.1944 года | 1-й Белорусский фронт | 48-я армия | 29-й стрелковый корпус | -          |
| 01.10.1944 года | 2-й Белорусский фронт | 48-я армия | 29-й стрелковый корпус | -          |
| 01.11.1944 года | 1-й Белорусский фронт | 48-я армия | -                      | -          |
| 01.12.1944 года | 2-й Белорусский фронт | 48-я армия | 29-й стрелковый корпус | -          |
| 01.01.1945 года | 2-й Белорусский фронт | 48-я армия | 29-й стрелковый корпус | -          |
| 01.02.1945 года | 2-й Белорусский фронт | 48-я армия | 29-й стрелковый корпус | -          |
| 01.03.1945 года | 3-й Белорусский фронт | 48-я армия | 29-й стрелковый корпус | -          |
| 01.04.1945 года | 3-й Белорусский фронт | 48-я армия | 29-й стрелковый корпус | -          |
| 01.05.1945 года | 3-й Белорусский фронт | 48-я армия | 29-й стрелковый корпус | -          |

## Состав
- Управление
- Штабная батарея начальника артиллерии дивизии
- 16-й стрелковый Уссурийский полк
- 30-й стрелковый Хасанский полк
- 40-й стрелковый Амурский ордена Кутузова полк
- 356-й артиллерийский Дальневосточный ордена Александра Невского полк
- 39-й отдельный истребительный противотанковый дивизион
- 43-я отдельная разведывательная рота
- 10-й отдельный сапёрный батальон
- 211-й отдельный батальон связи (648-я отдельная рота связи)
- 59-й отдельный медико-санитарный батальон
- 21-я отдельная рота химической защиты
- 303-я автотранспортная рота
- 46-я полевая хлебопекарня
- 12-й дивизионный ветеринарный лазарет
- 2218-я полевая почтовая станция
- 1784-я полевая касса Государственного банка

## Командование

### Командиры
- Андреев, Андрей Матвеевич (25.11.1942 — 05.12.1943), генерал-майор
- Сенчилло, Сергей Яковлевич (06.12.1943 — 29.01.1944), генерал-майор
- Погребняк, Маркиан Петрович (30.01.1944 — ??.03.1946), полковник, с 11.07.1945 генерал-майор.

### Заместители командира
- Погребняк, Маркиан Петрович (10.12.1943 — 29.01.1944), полковник

## Награды и наименования
| Награда (наименование)                     | Дата                  | За что награждена и кем |
| ------------------------------------------ | --------------------- | --- |
| «Дальневосточная»                          |                       | не является почётным |
| Почетное наименование «Новгород-Северская» | 16 сентября 1943 года | присвоено приказом Верховного Главнокомандующего от 16 сентября 1943 года за отличие в боях при освобождении города Новгород-Северский |
| Орден Красного Знамени                     | 26 ноября 1943 года   | награждена указом Президиума Верховного Совета СССР от 26 ноября 1943 года за образцовое выполнение боевых заданий командования на фронте борьбы с немецкими захватчиками и проявленные при этом доблесть и мужество.(за отличие в боях при освобождении города Гомель?)             |
| Орден Суворова 2 степени                   | 2 июля 1944 года      | награждена указом Президиума Верховного Совета СССР от 2 июля 1944 года за образцовое выполнение заданий командования в боях с немецкими захватчиками при прорыве сильно укрепленной обороны немцев, прикрывающей Бобруйское направление и проявленные при этом доблесть и мужество. |
| Орден Ленина                               | 26 апреля 1945 года   | награждена указом Президиума Верховного Совета СССР от 26 апреля 1945 года за образцовое выполнение заданий командования в боях с немецкими захватчиками при овладении городом Браунсберг и проявленные при этом доблесть и мужество.                                                |

Награды частей дивизии:
- 16-й стрелковый Уссурийский полк
- 30-й стрелковый Хасанский полк
- 40-й стрелковый Амурский ордена Кутузова[5] полк
- 356-й артиллерийский Дальневосточный ордена Александра Невского полк

## Отличившиеся воины дивизии
|  | Ф. И. О.                           | Должность                                                         | Звание            | Дата награждения                 | Примечания                  |
|  | ---------------------------------- | ----------------------------------------------------------------- | ----------------- | -------------------------------- | --------------------------- |
|  | Анищенко, Сергей Петрович          | Стрелок 16-го стрелкового полка                                   | рядовой           | 24.03.1945                       | посмертно                   |
|  | Булатов, Василий Галямович         | командир пулемётного взвода 40-го стрелкового полка               | лейтенант         | 23.08.1944                       | -                           |
|  | Вахолков, Геннадий Иванович        | Командир 40-го стрелкового полка                                  | подполковник      | 24.03.1945                       | -                           |
|  | Важеркин, Иван Васильевич          | Снайпер 30-го стрелкового полка                                   | сержант           | 15.01.1944                       | -                           |
|  | Гермашев, Иван Васильевич          | командир взвода 30-го стрелкового полка                           | старший лейтенант | 28.08.1944                       |                             |
|  | Иванов, Василий Степанович         | Стрелок 16-го стрелкового полка                                   | красноармеец      | 24.03.1945                       | посмертно                   |
|  | Кублицкий, Алексей Александрович   | командир отделения роты связи 30-го стрелкового полка             | старший сержант   | 24.03.1945                       | -                           |
|  | Николаев, Михаил Алексеевич        | разведчик 30-го стрелкового полка                                 | старшина          | 14.12.1943 28.11.1944 10.03.1945 |                             |
|  | Орёл, Иван Яковлевич               | командир батареи 40-го стрелкового полка                          | капитан           | 25.09.1944                       | посмертно                   |
|  | Приходько, Пётр Сергеевич          | командир пулемётного взвода 40-го стрелкового полка               | старший сержант   | 23.08.1944                       | посмертно                   |
|  | Соловьёв, Анатолий Фёдорович       | командир роты 16-го стрелкового полка                             | капитан           | 23.08.1944                       |                             |
|  | Стариковский, Александр Степанович | командир миномётного расчёта 16-го стрелкового полка              | сержант           | 24.03.1945                       |                             |
|  | Турбин, Виктор Андреевич           | Командир стрелкового взвода 16-го стрелкового полка               | младший лейтенант | 24.03.1945                       | посмертно, погиб 18.08.1944 |
|  | Щукин, Николай Митрофанович        | командир сапёрного взвода 10-го отдельного сапёрного батальона    | старший лейтенант | 23.08.1944                       | умер 18.06.1945             |
|  | Юрисонов, Фёдор Петрович           | Командир расчёта батареи 120-мм миномётов 16-го стрелкового полка | сержант           | 10.03.1944 28.11.1944 19.04.1945 |                             |
|  | Ястребов, Василий Петрович         | помощник командира взвода и парторг роты 30-го стрелкового полка  | старший сержант   | 24.03.1945                       | посмертно                   |

## Память
Установлена памятная табличка на станции Хабаровск - 2 